# Цыркикал
Цыркикал — река в России, протекает в Казбековском районе республики Дагестан. Длина реки составляет 11 км. Площадь водосборного бассейна — 30 км².
Начинается на склоне хребта Цантатау, течёт в северном направлении через буково-грабовый лес. Устье реки находится в 130 км по левому берегу реки Акташ.

## Данные водного реестра
По данным государственного водного реестра России относится к Западно-Каспийскому бассейновому округу, водохозяйственный участок реки — Сулак от Чиркейского гидроузла и до устья. Речной бассейн реки — Терек.
Код объекта в государственном водном реестре — 07030000212109300000024.